# Susan Yeats

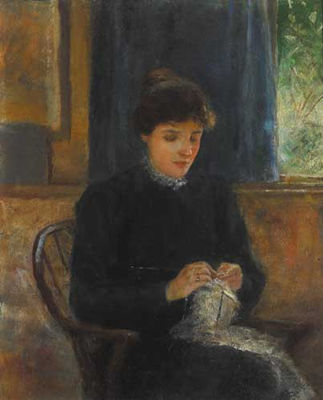
Retarto de Lily Yeats por John Butler Yeats.

Susan Yeats (1866 – 1949), conhecida como Lily, nasceu no Condado de Sligo, Irlanda. Era filha de John Butler Yeats e irmã de W. B., Jack e Elizabeth Yeats. Foi professora de artes em Londres e esteve envolvida no movimento artístico das Arts and Crafts, trabalhando como assistente de May Morris. De volta para Dublin, em 1900, juntou-se à sua irmã e a Evelyn Gleeson na Dun Emer Guild.